# Agnes Schierhuber
Agnes Schierhuber (ur. 31 maja 1946 w Emmersdorf an der Donau) – austriacka polityk, działaczka organizacji rolniczych, od 1995 do 2009 posłanka do Parlamentu Europejskiego.

## Życiorys
W 1964 ukończyła szkołę rolniczą, w 1975 zdała specjalistyczne egzaminy zawodowe. W tym samym roku weszła w skład lokalnych władz Austriackiej Partii Ludowej (ÖVP). W 1985 stała się członkinią komitetu wykonawczego federacji farmerów Dolnej Austrii. Przez 20 lat była wiceprezesem izby rolniczej w Ottenschlag. Działała także w szeregu innych organizacjach samorządu rolniczego.
Od 1986 do 1996 sprawowała mandat deputowanej do Rady Federalnej, wyższej izby austriackiego parlamentu. Po akcesie Austrii do Unii Europejskiej została posłanką do Europarlamentu. Była ponownie wybierana w wyborach powszechnych w 1996, 1999 i 2004. W 1996 formalnie zasiadła w Radzie Narodowej, ustępując jednak z uwagi na niepołączalność mandatów.
Wyróżniona odznaczeniami krajowymi, a także francuską Legią Honorową V klasy.